# بورت واشينغتون نورث (نيويورك)
بورت واشينغتون نورث (بالإنجليزية: Port Washington North, New York)‏ هي منطقة سكنية تقع في الولايات المتحدة في مقاطعة ناسو، نيويورك. يقدر عدد سكانها بـ 3,154 نسمة ومساحتها 1.3 كم2 وترتفع عن سطح البحر 8 متر.

## التركيبة السكانية
حدّد مكتب تعداد الولايات المتحدة بيانات التركيبة السكانية لبورت واشينغتون نورث في تعداد الولايات المتحدة. في ما يلي، التركيبة السكانية حسب تعدادي 2000 و2010.

### تعداد عام 2000
بلغ عدد سكان بورت واشينغتون نورث 2,700 نسمة بحسب تعداد عام 2000، وبلغ عدد الأسر 1,063 أسرة وعدد العائلات 768 عائلة مقيمة في القرية. في حين سجلت الكثافة السكانية 2,093 نسمة لكل كيلومتر مربع (5,420.8/ميل2). وبلغ عدد الوحدات السكنية 1,071 وحدة بمتوسط كثافة قدره 830.2 لكل كيلومتر مربع (2,150.2/ميل2).
وتوزع التركيب العرقي للقرية بنسبة 86.78% من البيض و1.15% من الأمريكيين الأفارقة و0.04% من الأمريكيين الأصليين و9.15% من الأمريكيين ذوي الأصول الآسيوية و1% من الأعراق الأخرى و1.89% من عرقين مختلطين أو أكثر و6.30% من الهسبانيون أو اللاتينيون من أي عرق.
بلغ عدد الأسر 1,063 أسرة كانت نسبة 32.5% منها لديها أطفال تحت سن الثامنة عشر تعيش معهم، وبلغت نسبة الأزواج القاطنين مع بعضهم البعض 61.8% من أصل المجموع الكلي للأسر، ونسبة 7.6% من الأسر كان لديها معيلات من الإناث دون وجود شريك، بينما كانت نسبة 2.8% من الأسر لديها معيلون من الذكور دون وجود شريكة وكانت نسبة 27.8% من غير العائلات. تألفت نسبة 24.4% من أصل جميع الأسر من عدة أفراد يعيشون في نفس المنزل ونسبة 10.3% كانت تتألف من شخص يعيش بمفرده يبلغ من العمر 65 عاماً أو أكثر. وبلغ متوسط حجم الأسرة المعيشية 2.53، أما متوسط حجم العائلات فبلغ 2.99.
بلغ العمر الوسطي للسكان 41.1 عاماً. وكانت نسبة 22.7% من القاطنين تحت سن الثامنة عشر، وكانت نسبة 4.8% بين الثامنة عشر والرابعة والعشرين عاماً، ونسبة 28.6% كانت واقعةً في الفئة العمرية ما بين الخامسة والعشرين والرابعة والأربعين عاماً، ونسبة 28.9% كانت ما بين الخامسة والأربعين والرابعة والستين، ونسبة 14.7% كانت ضمن فئة الخامسة والستين عاماً فما فوق. يوجد لكل 100 أنثى 94.7 ذكر، ويوجد لكل 100 أنثى في الثامنة عشر من عمرها فما فوق 91.8 ذكر.
بلغ متوسط دخل الأسرة في القرية 89,287 دولارًا، أما متوسط دخل العائلة فبلغ 100,730 دولارًا. وكان متوسط دخل الذكور 75,427 دولارًا مقابل 52,315 دولارًا للإناث. وسجل دخل الفرد الخاص بالقرية 46,378 دولارًا. وكانت نسبة 4.1% من العائلات ونسبة 5.5% من السكان تحت خط الفقر، وكان من هؤلاء نسبة 4.5% تحت سن الثامنة عشر ونسبة 2.1% في الخامسة والستين من العمر وما فوق.

### تعداد عام 2010
بلغ عدد سكان بورت واشينغتون نورث 3,154 نسمة بحسب تعداد عام 2010، وبلغ عدد الأسر 1,298 أسرة وعدد العائلات 885 عائلة مقيمة في القرية. في حين سجلت الكثافة السكانية 2,445 نسمة لكل كيلومتر مربع (6,332.5/ميل2). وبلغ عدد الوحدات السكنية 1,395 وحدة بمتوسط كثافة قدره 1,081.4 لكل كيلومتر مربع (2,800.8/ميل2).
وتوزع التركيب العرقي للقرية بنسبة 86.43% من البيض و1.62% من الأمريكيين الأفارقة و0.10% من الأمريكيين الأصليين و8.34% من الأمريكيين ذوي الأصول الآسيوية و2.12% من الأعراق الأخرى و1.40% من عرقين مختلطين أو أكثر و6.34% من الهسبانيون أو اللاتينيون من أي عرق.
بلغ عدد الأسر 1,298 أسرة كانت نسبة 26.7% منها لديها أطفال تحت سن الثامنة عشر تعيش معهم، وبلغت نسبة الأزواج القاطنين مع بعضهم البعض 60.6% من أصل المجموع الكلي للأسر، ونسبة 5.8% من الأسر كان لديها معيلات من الإناث دون وجود شريك، بينما كانت نسبة 1.8% من الأسر لديها معيلون من الذكور دون وجود شريكة وكانت نسبة 31.8% من غير العائلات. تألفت نسبة 28.5% من أصل جميع الأسر من عدة أفراد يعيشون في نفس المنزل ونسبة 16.7% كانت تتألف من شخص يعيش بمفرده يبلغ من العمر 65 عاماً أو أكثر. وبلغ متوسط حجم الأسرة المعيشية 2.42، أما متوسط حجم العائلات فبلغ 3.00.
بلغ العمر الوسطي للسكان 47.5 عاماً. وكانت نسبة 21.5% من القاطنين تحت سن الثامنة عشر، وكانت نسبة 4% بين الثامنة عشر والرابعة والعشرين عاماً، ونسبة 20.9% كانت واقعةً في الفئة العمرية ما بين الخامسة والعشرين والرابعة والأربعين عاماً، ونسبة 27.5% كانت ما بين الخامسة والأربعين والرابعة والستين، ونسبة 26.1% كانت ضمن فئة الخامسة والستين عاماً فما فوق. وتوزع التركيب الجنسي للسكان بنسبة 47.7% ذكور و52.3% إناث.